# Ponthieva weberbaueri
Ponthieva weberbaueri är en orkidéart som beskrevs av Rudolf Schlechter. Ponthieva weberbaueri ingår i släktet Ponthieva och familjen orkidéer.
Artens utbredningsområde är Peru. Inga underarter finns listade i Catalogue of Life.